# Mölders
Mölders ist ein deutscher Familienname.

## Herkunft und Bedeutung
Molitor ist eine Schreibvariante des Familiennamens Müller. Zu weiteren Informationen siehe dort.

## Namensträger
- Doreen Mölders (* 1976), deutsche prähistorische Archäologin
- Heinz-Gerd Mölders (* 1942), deutscher Hindernisläufer
- Johannes Mölders (1881–1943), deutscher römisch-katholischer Geistlicher und Kirchenmusiker
- Sascha Mölders (* 1985), deutscher Fußballspieler
- Werner Mölders (1913–1941), deutscher Luftwaffenoffizier im Zweiten Weltkrieg